# Église de Reposaari
L'église de Reposaari (en finnois : Reposaaren kirkko) est une église en bois construite dans le quartier de Reposaari à Pori en Finlande.

## Histoire
L'église de style norvégien est inaugurée le 9 juillet 1876.
On ne connait pas le concepteur les plans ayant été commandés à Stockholm.
L'édifice sert d'abord d'église estivale et on la transforme en 1902 pour l'ouvrir aussi l'hiver.
Lors de la restauration de 1906 on installe un retable peint par Felix Frang.
L'église est hexagonale et le clocher octogonal.
Les voûtes sont peintes par Lennart Segerstråle en 1928.
Les orgues à 13 jeux sont livrés en 1940 par la fabrique d'orgues de Kangasala.
Dans le parc de l'église on peut voir un monument en mémoire du Torpedovene S2 (fi) sculpté par Wäinö Aaltonen.